# Уты
Уты (хак. Ут) — деревня в Бейском районе Хакасии, расположена на р. Уты — правом притоке р. Абакан. Находится в 8 км к западу от райцентра — с. Бея. Уты — древнесамодийское название гидронима.

## История
Село образовано в 1800.
В 1814 Уты вошли в состав Бейского покровского прихода.
Родоначальниками населённого пункта считаются 5 братьев и сестра Худяковы.
В 1922 в селе создана коммуна, в 1930-е — колхоз «20 лет Октября», позднее — 4-е отделение совхоза «Имени Куйбышева».
В годы гражданской войны в районе Ут произошёл т. н. «Утинский бой», в результате которого были уничтожены остатки отряда белого офицера Олиферова.

## Население
| 2002 | 2010 |
| ---- | ---- |
| 248  | ↘180 |

Основной вид занятий населения — животноводство, растениеводство.
Национальный состав
Хакасы, русские.

## Инфраструктура
Начальная школа (одна из первых начальных школ в Хакасии).

## Достопримечательности
Памятник воинам-землякам, погибшим в Великой Отечественной войне.